# Reconnaissance internationale du Conseil national de transition libyen
Pour un article plus général, voir Conseil national de transition (Libye).

Libye
Pays qui ont reconnu le CNT comme l'unique représentant légitime du peuple libyen au 20 octobre 2011.
Pays qui ont des relations permanentes informelles avec le CNT mais qui ne l'ont pas officiellement reconnu comme unique représentant légitime au 30 septembre 2011.
Pays s'étant formellement opposés à la reconnaissance du CNT.
Autres pays s'étant opposés à la reconnaissance du CNT à l'ONU.

Le Conseil national de transition (CNT), un organisme apparu lors de la guerre civile libyenne de 2011, se veut le remplaçant du régime de Mouammar Khadafi en attendant l'écriture d'une constitution et des élections. Pour pouvoir être considéré comme représentatif du peuple libyen et donc le représenter sur la scène internationale, une de ses principales préoccupations a été d'obtenir la reconnaissance diplomatique du plus grand nombre possible d'États.
Au 14 septembre 2011, 86 pays reconnaissent le CNT comme l'autorité légitime de la Libye. Le 16 septembre, l'Assemblée générale des Nations unies vote en faveur de l'attribution au CNT du siège de la Libye à l'ONU.

## Réactions des États hors-UE

### États hors-UE ayant effectué la reconnaissance
- Qatar : un porte-parole du ministère des Affaires étrangères annonce que « l'État du Qatar a décidé de reconnaître le CNT comme l'unique représentant légitime du peuple libyen », le 28 mars 2011[2]. C'est le second pays après la France et le premier pays arabe à se déterminer ainsi.
- Maldives : le cabinet du Président publie un communiqué de presse indiquant que les Maldives ont officiellement décidé de reconnaître le Conseil national libyen en tant que représentant unique et légitime du peuple libyen, le 3 avril 2011[3].
- Gambie : l'État d'Afrique de l'Ouest a reconnu le vendredi 22 avril 2011 le Conseil national de transition comme seul représentant légitime des intérêts libyens et a expulsé les diplomates nommés par Tripoli[4].
- Jordanie : le 24 mai 2011, le gouvernement jordanien a reconnu le Conseil comme gouvernement de la Libye et le ministre des Affaires étrangères Nasser Judeh a indiqué qu'il mettrait rapidement en place un envoyé diplomatique permanent à Benghazi[5].
- Sénégal : le 28 mai 2011, le Sénégal reconnaît le Conseil national de transition créé par les rebelles libyens. Le président Abdoulaye Wade considère que le processus engagé est irréversible[6].
- Koweït : l'émir du Koweit a reconnu le CNT le 4 avril 2011 et le soutient financièrement[7].
- Australie : le 9 juin 2011, le gouvernement australien reconnait le CNT comme interlocuteur légitime représentant le peuple libyen[8].
- Émirats arabes unis : le 12 juin 2011, le ministre des affaires étrangères S.M. le sheikh Abdullah bin Zayed Al Nahyan a déclaré que « il n'y a pas d'autre légitimité en Libye aujourd'hui que celle du CNT[9],[10] ».
- Canada : le 14 juin 2011, le ministre des affaires étrangères John Baird a reconnu le CNT comme représentant légitime du peuple libyen[11].
- Panama : le 14 juin 2011, le président panaméen, Ricardo Martinelli, a affirmé que son gouvernement reconnaissait le CNT comme les « représentants légítimes du peuple de Libye[12] ».
- Croatie : lors d'une conférence de presse commune avec son homologue Bulgare, le 28 juin 2011, la Première Ministre Jadranka Kosor annonce la pleine reconnaissance du CNT comme représentant légal et légitime du peuple Libyen[13].
- Turquie : le ministre des affaires étrangères turc reconnait le CNT comme « représentant légitime du peuple » le 2 juillet lors d'une visite à Benghazi[14]. La Turquie rompt ses relations diplomatiques avec la Libye dirigée par Kadhafi[15].
- États-Unis : le 15 juillet 2011, lors du sommet du groupe de contact sur la Libye, les États-Unis ont formellement reconnu le CNT comme « l'autorité gouvernante légitime[16] ».
- Japon : le 15 juillet 2011, lors de la réunion d'un groupe de contrat à Istanbul, le vice-ministre des Affaires étrangères Hisashi Tokunaga a déclaré qu'il « souhaitait saisir cette opportunité pour déclarer que le gouvernement du Japon considère le CNT comme interlocuteur légitime du peuple Libyen[17] ».
- Maroc : le 15 juillet 2011, lors du sommet du groupe de contact sur la Libye à Istanbul, le Maroc a reconnu en tant que membre du groupe de contact le CNT comme une « autorité gouvernementale légitime sur le territoire libyen[18] ».
- Albanie : le 18 juillet 2011, le ministre des Affaires étrangères albanais a déclaré que « le gouvernement albanais soutenait les activités du CNT et son programme pour une Libye démocratique et considère le Conseil comme étant le légitime représentant du peuple libyen ». Avant cette reconnaissance, l'Albanie avait été un fervent soutien de l'intervention armée en Libye[19],[20].
- Monténégro : le 21 juillet 2011, le gouvernement monténégrin publia un article sur son site officiel dans lequel il déclare avoir adopté la décision de reconnaissance du CNT en tant que représentant légitime du peuple libyen[21],[22]. D'après la publication, le gouvernement apporte son soutien aux efforts de la communauté internationale en vue de résoudre la situation en Libye en adoptant une décision en accord avec le Conseil de sécurité des Nations unies, le Conseil européen, et le groupe de contact libyen[21].
- Botswana : le 11 août 2011, le ministre des affaires étrangères, Phandu Skelemani, a déclaré que le Botswana reconnaissait le CNT comme l'autorité de gouvernement légitime en attendant que des élections se tiennent. Il a aussi dit qu'il espérait que les rebelles gagnent, ou qu'un gouvernement d'union soit formé entre le CNT et le régime de Khadafi[23].
- Gabon : le 12 août 2011, le gouvernement gabonais a reconnu le CNT[24]
- Tunisie : le 20 août 2011, la Tunisie reconnait le CNT comme représentant légitime du peuple libyen[25].
- Nouvelle-Zélande : le Premier ministre John Key déclare le 22 août 2011 que l'ambassadeur de Nouvelle-Zélande en Égypte se rendra dans la ville libyenne de Benghazi pour établir une relation de travail avec le CNT, considéré comme la voix légitime du peuple libyen[26].
- Égypte : le 22 août 2011, le Ministre des Affaires étrangères égyptien Mohamed Kamel Amr reconnait le CNT comme représentant légitime du peuple libyen[27].
- Colombie
- Oman
- Bahreïn
- Nigeria
- Liban
- Irak
- Norvège
- Corée du Sud
- Soudan
- Tchad
- Éthiopie : le 24 août 2011, dans un communique de presse conjoint, l'Éthiopie et le Nigéria ont déclaré : « Dans l'intérêt de la paix et de la stabilité, et du bien-être du peuple de Libye, les gouvernements d'Éthiopie et du Nigéria ont décidé de reconnaître conjointement le CNT comme l'autorité intérimaire et légitime en Libye. »[28]
- Burkina Faso
- Serbie
- Bosnie-Herzégovine
- Djibouti
- Rwanda
- Bénin
- Togo
- Côte d'Ivoire : le  25 août 2011  , le ministre des affaires étrangères, Daniel Duncan a reconnu le CNT comme représentant légitime du peuple libyen
- Macédoine
- Niger[29]
- Malaisie : Reconnaissance le 27 août 2011[30]
- Guinée : Reconnaissance le 28 août 2011[31]
- Mongolie : Reconnaissance le 29 août 2011[30]
- Cap-Vert : Reconnaissance le 31 août 2011[30]
- Philippines
- Arménie
- Russie : Reconnaissance le 1er septembre 2011[32]
- Comores : le 6 septembre 2011[33], le ministère des relations extérieures déclare : « nous avons de bonnes raisons de reconnaître le CNT, car c'est aussi soutenir le droit du peuple libyen de jouir de la liberté et de la démocratie. »
- Sao Tomé-et-Principe
- Ukraine
- Azerbaïdjan
- Kazakhstan
- République centrafricaine
- Seychelles
- Ghana
- Chine : le 12 septembre 2011, l'agence Chine Nouvelle a annoncé que la Chine considérait le CNT comme « l'autorité gouvernante et représentative du peuple libyen[34]. »
- Afghanistan
- Viêt Nam
- Chili
- Costa Rica
- Inde
- Iran
- Ouganda
- Afrique du Sud : Reconnaissance le 20 septembre 2011[35]
- Algérie : Reconnaissance le 22 septembre 2011
- Kenya
- Suisse
- Jamaïque
- Somalie : Reconnaissance le 30 septembre 2011, le gouvernement Somalien annonce à travers un communiqué : « Le gouvernement somalien reconnaît le Conseil national de transition comme le représentant légal du peuple libyen »[36]
- Pakistan
- Bangladesh
- Vatican : le 20 octobre 2011, alors que le CNT a annoncé la mort du colonel Mouammar Kadhafi, le Vatican a reconnu le CNT comme « représentant légitime du peuple libyen » et a souhaité une rapide « pacification » de la Libye. Le Vatican a précisé les raisons de cette reconnaissance tardive : le Vatican « reconnaissait les États et non les gouvernements » et a donc attendu qu'il siège de manière définitive à Tripoli pour le reconnaître[37].
- Guinée-Bissau
- Mauritanie
- Érythrée
- Mali

### Autres réactions
- Iran : le président Mahmoud Ahmadinejad a condamné les bombardements des forces loyales à Kadhafi contre les opposants. Il a déclaré que « quiconque bombarde son propre peuple doit être condamné » tout en ajoutant que ce sont les États-Unis et l'Europe qui ont soutenu le maintien du dictateur.
- Suisse : le 11 juillet 2011, en attendant l'élection d'un gouvernement légitime, le CNT est l'unique interlocuteur de la Suisse en Libye ; en effet, la Suisse ne reconnait que des États et non pas des gouvernements[38].

## Réactions au sein de l'Union européenne

### Reconnaissance de la part de l'Union européenne
Guy Verhofstadt a contacté Mahmoud Jebril, l'ancien ministre du plan, et Ali al-Isawi, l'ancien ambassadeur de Libye en Inde, qui sont chargés des Affaires étrangères du Conseil. Ceux-ci ont accepté de se rendre au Parlement européen à Strasbourg pour informer l'Union européenne des développements dans leur pays. À la suite de cette visite, le Parlement européen a demandé le 9 mars 2011 à l'Union européenne de reconnaître le Conseil national de transition : « Nous devons commencer le processus de reconnaissance du Conseil national de transition comme représentant du peuple libyen » (Guy Verhofstadt). Daniel Cohn-Bendit a par ailleurs ajouté : « nous vous [Catherine Ashton] demandons de reconnaître le gouvernement intérieur, car c'est la seule force qui peut amener la démocratie en Libye ». La Haute Représentante a, en réponse, refusé de soutenir la demande du Conseil national de transition qui était d'être reconnue comme seule autorité légitime en Libye. Elle a néanmoins indiqué qu'elle transmettrait la proposition de reconnaissance du Conseil national transitoire faite par le Parlement européen au Conseil européen. Ce dernier, lors d'une réunion exceptionnelle le 11 mars à Bruxelles, se prononce pour demander, de façon unanime, le départ du dirigeant libyen Mouammar Kadhafi. Il considère que le régime a perdu toute légitimité et ajoute qu'il ne constitue plus un interlocuteur politique pour l'UE. À l'inverse, le Conseil européen ajoute que le Conseil national de transition est dorénavant considéré comme un interlocuteur politique,,. En ce qui concerne la protection des populations civiles, le Conseil reconnaît qu'aucune intervention ne sera planifiée sans « base juridique claire, ».
Le 22 mai 2011, la Haute représentante de l'UE pour les Affaires étrangères, Catherine Ashton, effectue un déplacement à Benghazi. Elle inaugure le bureau de liaison technique de l'Union européenne sur place et confirme le soutien européen au « peuple libyen ». Un soutien à différents projets : « la gestion des frontières et la réforme de sécurité, le soutien à l’économie, la santé et l’éducation, le soutien à la société civile ».

### États membres ayant effectué la reconnaissance
- France : le 10 mars 2011, la France devient le premier pays à recevoir des représentants du CNT et à reconnaître le Conseil national de transition comme seule autorité légitime en Libye[47], et annonce qu'elle soutiendra sa reconnaissance par ses partenaires européens lors du conseil du 11 mars 2011[48]. Les autres chefs d'État et de gouvernement de l'Union européenne ne suivent pas à ce moment-là cette reconnaissance en estimant que c'est trop tôt[49]. L'Italie, dont les intérêts sont nombreux en Libye[50], prend ses distances avec Paris[49]. Toutefois, il ne s'agit pas à proprement parler de reconnaissance. En effet, il n'existe que deux types de reconnaissance : la reconnaissance d’État (théorie défendue par la France) et la reconnaissance de gouvernement (position américaine). Or, à cette date, la déclaration effectué par Nicolas Sarkozy n'est pas un acte de reconnaissance en ce que la révolte, basé à Benghazi, n'est pas un gouvernement mais un « pouvoir » qui est apparu et qui s'oppose au gouvernement (« pouvoir ») en place. La reconnaissance officielle du CNT par la France a lieu le 7 juin 2011 lorsque Alain Juppé déclare que le CNT est le seul titulaire des pouvoirs gouvernementaux dans les rapports avec la France. Les autres chefs d'État et de gouvernement de l'Union européenne ne suivent pas la déclaration du 10 mars, estimant que celle-ci anticipe trop sur l'avenir[51]. Pour sa part le CNT remercie la France pour avoir été le premier pays à les reconnaitre et espère un effet domino[52].
- Italie : le 4 avril 2011, l'Italie revient sur sa position par la voie de son ministre des Affaires étrangères Franco Frattini, et reconnaît à son tour le Conseil national de transition comme « seul interlocuteur légitime[53] ». Le 7 mars 2011, Franco Frattini, sur la chaîne de télévision Rai 1, avait déjà indiqué que « des contacts discrets » avaient été établis avec le Conseil national libyen dans le but de rechercher une solution à la crise en Libye.
- Malte : le 30 mai 2011, Malte reconnaît le CNT comme le seul représentant du peuple libyen[54]
- Espagne : le 8 juin 2011, l'Espagne, par l'intermédiaire de sa ministre des Affaires étrangères Trinidad Jimenez reconnaît le Conseil national libyen comme seule autorité légitime dans le pays[55].
- Allemagne : le 13 juin 2011, le ministre des affaires étrangères de l'Allemagne, Guido Westerwelle, reconnaît le Conseil national de transition comme le « représentant légitime du peuple libyen[56] ».
- Autriche : le 18 juin 2011, l'Autriche reconnaît le Conseil national de transition (CNT) libyen, l'organe politique des insurgés, comme son seul interlocuteur, a annoncé samedi le ministère des Affaires étrangères. « Nous considérons le Conseil de transition comme la représentation légitime du peuple libyen » a indiqué un porte-parole du ministère, Alexander Schallenberg. « C'est la conséquence logique de la ligne de l'Union européenne », qui soutient le CNT et demande le départ du dirigeant libyen Mouammar Kadhafi, a expliqué M. Schallenberg[57].
- Lettonie : le 20 juin 2011, la Lettonie a reconnu le CNT comme l'interlocuteur représentant le peuple Libyen pendant la période d'interim[58].
- Lituanie
- Danemark
- Bulgarie : le Premier ministre Boyko Borisov a déclaré que certains des membres du Conseil national de transition étaient impliqués dans les tortures subies par les infirmières bulgares qui avaient été emprisonnées pendant huit ans[59]. Toutefois, lors d'une conférence de presse commune avec son homologue croate, le 28 juin 2011, le Premier ministre annonce la pleine reconnaissance du CNT comme représentant légal et légitime du peuple libyen[13].
- Pologne : le 8 juillet 2011, la Pologne a établi des relations diplomatiques avec Benghazi[60].
- Belgique : le 13 juillet 2011, le ministre des affaires étrangères belge, Steven Vanackere, a déclaré « Nous reconnaissons officiellement le CNT comme représentant légitime du peuple libyen pendant la transition devant mener à la démocratie » conjointement avec ses homologues néerlandais et luxembourgeois dans le cadre du Benelux[61].
- Pays-Bas : la reconnaissance du CNT s'est faite conjointement avec le Luxembourg et la Belgique dans le cadre du Benelux[61].
- Luxembourg : la reconnaissance du CNT s'est faite conjointement avec la Belgique et les Pays-Bas dans le cadre du Benelux[61].
- Royaume-Uni : le 27 juillet 2011 William Hague a annoncé que le Royaume-Uni allait reconnaitre le CNT comme libyen légitime[62]. Le 5 mars 2011, le ministre de la Défense, Liam Fox avait déclaré « qu'une petite équipe diplomatique britannique » se trouvait à Benghazi[63]. Le 12 mai 2011, le Premier ministre David Cameron a invité le CNT à ouvrir un bureau officiel à Londres.
- Slovénie : le 20 juillet 2011, le ministre slovène des Affaires étrangères a annoncé dans un communiqué « Le gouvernement slovène reconnaît le CNT comme le représentant légitime du peuple libyen en attendant l'établissement d'une autorité transitoire dans la Libye d'après Kadhafi[64] ».
- Portugal : le 28 juillet 2011, le ministre des affaires étrangères portugais a émis un communiqué dans lequel le CNT est reconnu comme « l'autorité légitime de gouvernement de la Libye en attendant la formation d'une autorité de transition[65] ».
- Irlande
- Grèce  le 24 août 2011[66]
- Hongrie
- Chypre
- Estonie
- République tchèque : la reconnaissance a eu lieu le 29 août 2011[30]
- Slovaquie
- Finlande
- Roumanie : le 1er septembre 2011[30], le président roumain Traian Băsescu a reconnu le CNT comme seul partenaire jusqu'à ce qu'apparaisse une meilleure structure.
- Suède

## Réactions d'organisations internationales et régionales
- Ligue arabe : la Ligue a reconnu, le 13 mars 2011, le Conseil et juge Kadhafi illégitime[67],[68].
- Conseil de coopération du Golfe : le CCG a déclaré que Kadhafi et son régime avaient perdu toute légitimité et qu'il allait mettre en place des relations diplomatiques avec le Conseil national de transition[N 2].
- Union africaine : l'UA a finalement reconnu le CNT le 20 septembre 2011[69], après avoir longtemps refusé de le faire, bien qu'une vingtaine de ses membres l'aient fait à titre individuel[70].
- Fonds monétaire international : le FMI a reconnu, le 10 septembre 2011, le CNT par la voie de Christine Lagarde[71].
- Banque mondiale : la BM a reconnu, le 13 septembre 2011, le CNT en déclarant qu'« au moment où la Libye commence à se rétablir du conflit, il a été demandé à la Banque mondiale de mener l'effort dans les domaines des dépenses publiques et de la gestion financière, de la réparation des infrastructures, de la création d'emplois pour les jeunes et de la délivrance de services publics »[72].
- Nations unies : après un rapport favorable de la « commission de vérification des pouvoirs », l'assemblée générale des Nations unies a décidé le 16 septembre 2011 que le représentant du CNT siégerait pour représenter la Libye à l'assemblée générale. 114 pays ont voté pour, 17 contre et 15 se sont abstenus[73].

## Réactions personnelles
- Ibrahim Al-Dabashi, le vice-ambassadeur libyen auprès des Nations unies a déclaré qu'il représentait désormais le Conseil national de transition[74]. Avant que le Conseil ne soit établi, il avait déclaré, à l'instar de la mission diplomatique libyenne près les Nations unies, qu'il ne représentait plus Kadhafi mais le peuple libyen.
- Muhammad al-Sanussi, le prétendant au trône libyen, déclara qu'il soutenait le Conseil national de transition dès lors qu'il continue d'agir dans l'intérêt du peuple libyen[75].